# Antonio Villaraigosa
Antonio Ramón Villaraigosa (nascut Antonio Ramon Villar el 23 de gener de 1953) és un exalcalde de la ciutat de Los Angeles (Califòrnia). Va ser el primer alcalde hispà de Los Angeles des de 1872. Villaraigosa va ser elegit alcalde de Los Angeles després de les eleccions del 17 de maig de 2005, en les quals va vèncer l'alcalde governant James Hahn. En el servei públic, Villaraigosa ha ocupat el càrrec de membre de l'Assemblea Estatal de Califòrnia pel 45è Districte, així com els de Portaveu d'aquesta Assemblea i membre del Consell de Los Angeles pel 14è districte. Abans d'haver estat triat per a un càrrec públic, Villaraigosa ha tingut una llarga carrera en organitzacions de treballadors.